# Александров Ралі
«Александров Ралі» — традиційне змагання з автомобільного ралі, яке проводилося з 2009 по 2013 роки на згадку про українського автогонщика та інженера Андрія Александрова, який загинув 2 вересня 2007 року в ході ралі «Слівен», Болгарія. Ініціатором виникнення та проведення «Александров Ралі» була дружина та штурман Андрія, Оксана Александрова. Організаторами «Александров Ралі» були Автомобільна Федерація України  та Спортивний Клуб «Атлант».

## Історія

### Національний статус
Перше «Александров Ралі» стартувало 15 серпня 2009 року – у день, коли Андрію Александрову виповнилося б 44 роки. Урочисте відкриття перегонів відбулося в Одесі , а змагання відбулися на трасі біля села Маринівка Одеської області . У гонці, яка стала третім етапом Кубку Лиманів, взяли участь 47 екіпажів, з яких фінішу дісталися 32.
Наступного року «Александров Ралі» вперше увійшло до календаря Чемпіонату України з ралі. При цьому місце проведення перегонів змінилося – цього разу урочиста церемонія відкриття пройшла в центрі Києва, а трасу спецділянок було прокладено біля міст Боярка та Бишів Київської області. Гонка увійшла в історію, як одне з найважчих змагань в українському ралі: протягом місяця перед стартом на трасу не впало ані краплі дощу, а під час самого змагання температура повітря сягала 38 градусів. Як наслідок, з 39 екіпажів, що стартували, фінішу дісталися всього 17.

### Міжнародний статус
У 2011 році «Александров Ралі» втретє змінило місце проведення, перемістившись на Буковину . Цього разу гонка, яка знов увійшла до календаря Чемпіонату України з ралі, отримала також статус гонки-кандидата FIA, внаслідок чого її відвідав спостерігач FIA Вольфганг Гасторфер . Головною родзинкою «Александров Ралі» 2011 року стала спецділянка, що проходила перевалом Шурдин і вважалася однією з найкрасивіших і найскладніших у сучасному українському ралі.
За підсумками змагання 2011 року «Александров Ралі» отримало хороші оцінки спостерігача FIA і в 2012 році вперше було включено до календаря Кубку Європи з ралі з коефіцієнтом 2. Міжнародний статус залучив до участі у перегонах не лише українських спортсменів, а й низку сильних гонщиків із сусідніх країн – зокрема, чемпіонів Литви Вітаутаса Швядаса та Білорусі Анатолія Шимаковського. На додаток до вже відомого «Шурдина» організатори «Александров Ралі» 2012 року додали ще одну 30-кілометрову спецділянку «Буковина», яка отримала захоплені відгуки від учасників. В якості ведучого урочистої церемонії відкриття змагання було запрошено відомого українського співака та телеведучого Кузьму Скрябіна.
Через високі оцінки ралі було знову включено до календаря Кубка Європи на 2013 рік (з коефіцієнтом 5). Цей статус залучив до перегонів нових учасників, і у 2013 році в них взяла участь рекордна кількість екіпажів – 60 (з яких 22 були іноземними). Вольфганг Гасторфер, який знову виконував функції спостерігача FIA, зазначив, що за два роки перегони зробили величезний прорив з точки зору рівня їх організації і цілком можуть претендувати на отримання найвищого коефіцієнту FIA, який на той момент дорівнював «20»  .
Після трансформації Кубку Європи в Трофей Європи з ралі, а також модифікації системи привласнення коефіцієнтів, проведеної FIA восени 2013 року, «Александров Ралі» увійшло до календаря Трофею на 2014 рік з коефіцієнтом «3» (при максимумі «4»). Однак політичний та соціальний стан, що різко погіршився в країні, так само, як і певні ідеологічні розбіжності між організаторами ралі та Автомобільною Федерацією України, призвели до скасування «Александров Ралі» 2014 року.

## Переможці
| Рік  | Пілот                    | Штурман             | Автомобіль                  |
| ---- | ------------------------ | ------------------- | --------------------------- |
| 2009 | Олександр Салюк-молодший | Оксана Олександрова | Mitsubishi Lancer Evolution |
| 2010 | Валерій Горбань          | Євген Леонов        | Mitsubishi Lancer Evolution |
| 2011 | Олександр Салюк-молодший | Євген Червоненко    | Mitsubishi Lancer Evolution |
| 2012 | Олександр Салюк-молодший | Євген Червоненко    | Mitsubishi Lancer Evolution |
| 2013 | Олександр Салюк-молодший | Євген Червоненко    | Ford Fiesta R5              |

## Цікаві факти
За всю історію «Александров Ралі» його переможцями в абсолютному заліку ставали лише два перші пілоти – Валерій Горбань та Олександр Салюк-молодший.
Найбільше учасників (60 екіпажів) стартувало в «Александров Ралі» 2013 року, найменше (38 екіпажів) – в «Александров Ралі» 2011 року.
В «Александров Ралі» 2013 року зафіксовано найменший в історії Чемпіонатів України з ралі фінішний розрив між першим та другим призерами у класі 3 (раніше – клас N4). За результатами проходження 180-кілометрової дистанції переможця (Генадія Брославського) та другого призера (Дмитра Тагірова) на фініші розділило 0,6 секунди  .